# カンバ語
カンバ語（Kamba、Kikamba）はバントゥー語群に属する言語である。話者はケニアに居住するカンバ族である。ケニア東部州の南部地域（マチャコス県、キツイ県、マクエニ県、ムウィンギ県）で話されている。タンザニアに居住するいくつかのバントゥー系民族においても話されていると考えられている。

## 分類
カンバ語の分類は Lewis et al. (2015) と Hammarström et al. (2017) の両者において大西洋・コンゴ諸語、ボルタ・コンゴ諸語（Volta–Congo）、ベヌエ・コンゴ諸語（Benue–Congo）、バントイド諸語（Bantoid）、南バントイド諸語（Southern Bantoid）、狭義のバントゥー諸語（Narrow Bantu）までは共通している。両文献において共通して近い分類とされている他の言語はダイソ語（Dhaiso）である。Lewis et al. (2015) ではカンバ語はダイソ語の他、エンブ語（Embu; 別名: Kiembu）、キクユ語（Kikuyu、Gĩkũyũ）、ムウィンビ・ムザンビ語（Mwimbi-Muthambi）や、チュカ語（Chuka、Cuka）、メル語（Meru）、ザラカ語（Tharaka）と共にキクユ・カンバ諸語（Kikuyu-Kamba）という下位区分で括られている。キクユ・カンバ諸語と呼ばれる通り、メル語・キクユ語・カンバ語はこの順で方言連続体の関係にあり、なかでもカンバ語とキクユ語は相互に意思疎通がある程度可能である。しかし、キクユ語、エンブ語、ムウィンビ・ムザンビ語、チュカ語、ザラカ語、メル語イメンティ方言（Imenti）およびティガニア方言（Tigania）などの言語同士の相互理解性に比べると、カンバ語とこれらの言語との間にはある程度の隔たりがある。

## 音韻論
母音が /i, u, e, o, ɛ, ɔ, a/ の7種類存在する点はキクユ語と共通しているが、本来 /b/、/d/、/g/ であった子音が母音の間で脱落している現象が目立ち、母音同士の接触が多いという特徴が見られる。以下の例では、バントゥ祖語において /d/ であったと考えられる音が、ザラカ語およびキクユ語においては /r/、ムウィンビ語においては /l/ として表れているのに対し、カンバ語の場合は子音自体が消失している。
| 例:    | バントゥ祖語 | カンバ語 | ザラカ語 | ムウィンビ語 | キクユ語 |
| 〈竹〉 | *-dāŋgí̧      | mōāŋgí   | mōrāŋgí  | mōlāŋgí      | mōrāŋgi᷄  |

また、声調は「高」と「低」の2種類からなると考えられ、ザラカ語やムウィンビ語などと同様にバントゥ祖語の語彙の声調との明確な一致が見られる（先述の〈竹〉の例を参照。「ō」や「ā」はそれぞれ低声調の /o/ や /a/ で、「í」は高声調の /i/ である）。

## 関連文献
- Farnsworth, E.M. (1957). A Kamba grammar. Ukamba, Kenya: Africa Inland Mission.
- Hinde, Hildegarde (1904). Vocabularies of the Kamba and Kikuyu languages of East Africa. Cambridge: Cambridge University Press.（英語で引くカンバ語、キクユ語およびスワヒリ語の辞書。カンバ語は「ウル方言」（Ulu dialect; マチャコスから海岸部にかけての方言）と「ンガニャワ方言」（Nganyawa dialect; キツイ地区の方言）の2種類に区分されている。）
- Whiteley, W.H. and M.G. Muli (1962). Practical Introduction to Kamba. London: Oxford University Press. NCID BA41708075